# Shijōnawate
Shijōnawate (jap. 四條畷市, -shi) ist eine Stadt in der Präfektur Osaka in Japan.

## Geographie
Shijōnawate liegt östlich von Osaka.

## Geschichte
1348 fand hier die Schlacht von Shijōnawate statt, in der die Armee des Nordhofs die des Südhofs besiegte.
Shijōnawate wurde am 1. Juli 1970 gegründet.

## Verkehr
- Straße:
  - Nationalstraße 163
  - Nationalstraße 170
- Zug:
  - JR Katamachi-Linie

## Angrenzende Städte und Gemeinden

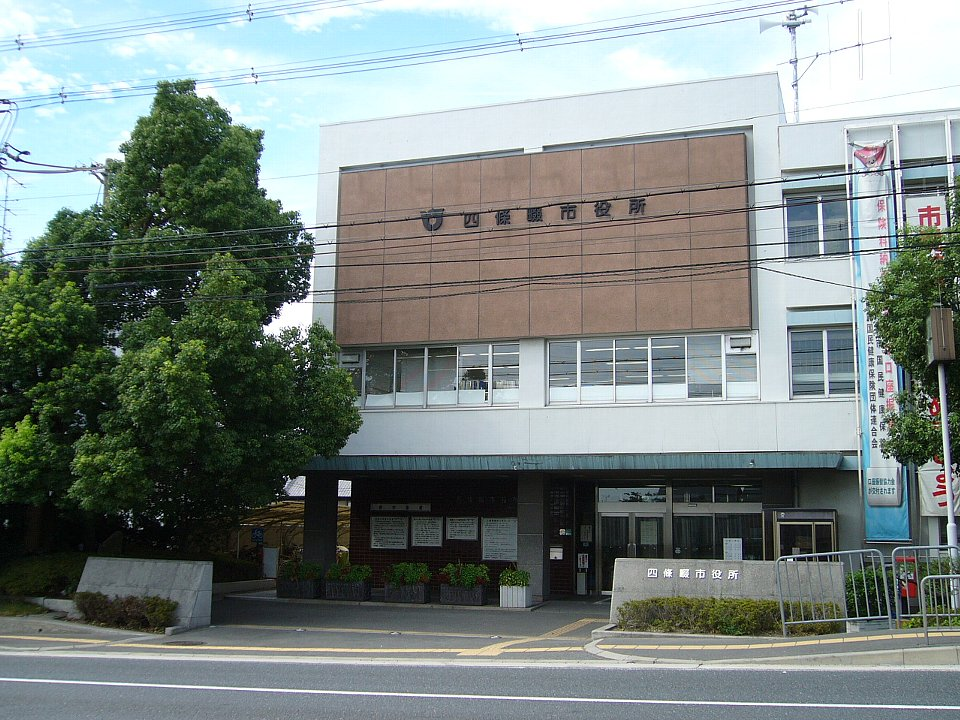
Rathaus von Shijonawate

- Präfektur Osaka
  - Neyagawa
  - Daitō
  - Katano
- Präfektur Nara
  - Ikoma

## Partnerstadt
- Meerbusch (Rhein-Kreis Neuss)